# Hilaltepe, Canik
Hilaltepe là một xã thuộc quận Canik, tỉnh Samsun, Thổ Nhĩ Kỳ. Dân số thời điểm năm 2010 là 115 người.